# 서부해군사령부
서부 해군사령부(힌디어: पश्चिमी नौसेना कमान 영어: Western Naval Command)는 마하라슈트라 주 뭄바이에 본거지를 둔 인도 해군의 지역 전투 사령부이다. 인근에 국영 함정 전문조선소인 마자곤 선창(MDL) 유한회사 있다.
파키스탄과 대치하는 중요한 해군기지로 고아 주 남부에 카담바 해군기지를 2005년에 준공하였다. 비크람 아디탸급 항공모함과 신두구시급 잠수함 (3 kt) 6척의 모항이며, 프랑스에서 도입해 건조중인 스코피언급 잠수함도 카담바 해군기지에 배치 예정이다. 현재 카담바기지는 수에즈 운하 동부에 있는 세계 최대의 단일 해군기지이다.
인도 해군 항공대의 비행장도 건설중이여, 30억 달러를 투입해 함정 ,잠수함 등 50척 기항 기능한 복합 해군 기지를 건설하고 있다.
뭄바이 판벨 역에서 인도 서부를 따라 고아, 칼마르 주, 케랄라 주까지 콘칸 철도로 연결된다

## 같이 보기
- 동부 해군사령부
- 남부 해군사령부
- 안다만 니코바르 사령부